# Adelfino Mancinelli
Adelfino Mancinelli (Zagarolo, 1º febbraio 1908 – Roma, 30 novembre 1971) è stato un sollevatore italiano.

## Biografia
Nato a Zagarolo, in provincia di Roma, nel 1908, gareggiava nella classe di peso dei +90 kg (pesi massimi).
Nel 1951 partecipò ai campionati mondiali di Milano, classificandosi al settimo posto. A 44 anni partecipò ai Giochi olimpici di Helsinki 1952, nei +90 kg, terminando 10º con 372.5 kg totali alzati, 127.5 nella distensione lenta, 105 nello strappo e 140 nello slancio. Nell'occasione fu il più anziano della spedizione italiana alle Olimpiadi finlandesi. 
2 anni dopo vinse il bronzo nei +90 kg agli Europei di Vienna 1954.